# Trimbak
Trimbak är en ort i Indien.   Den ligger i distriktet Nashik och delstaten Maharashtra, i den västra delen av landet, 1 000 km söder om huvudstaden New Delhi. Trimbak ligger 724 meter över havet och antalet invånare är 10 590.
Terrängen runt Trimbak är kuperad söderut, men norrut är den platt. Terrängen runt Trimbak sluttar västerut. Runt Trimbak är det tätbefolkat, med 257 invånare per kvadratkilometer. Trakten runt Trimbak består till största delen av jordbruksmark.